# 라이사 고르바초바

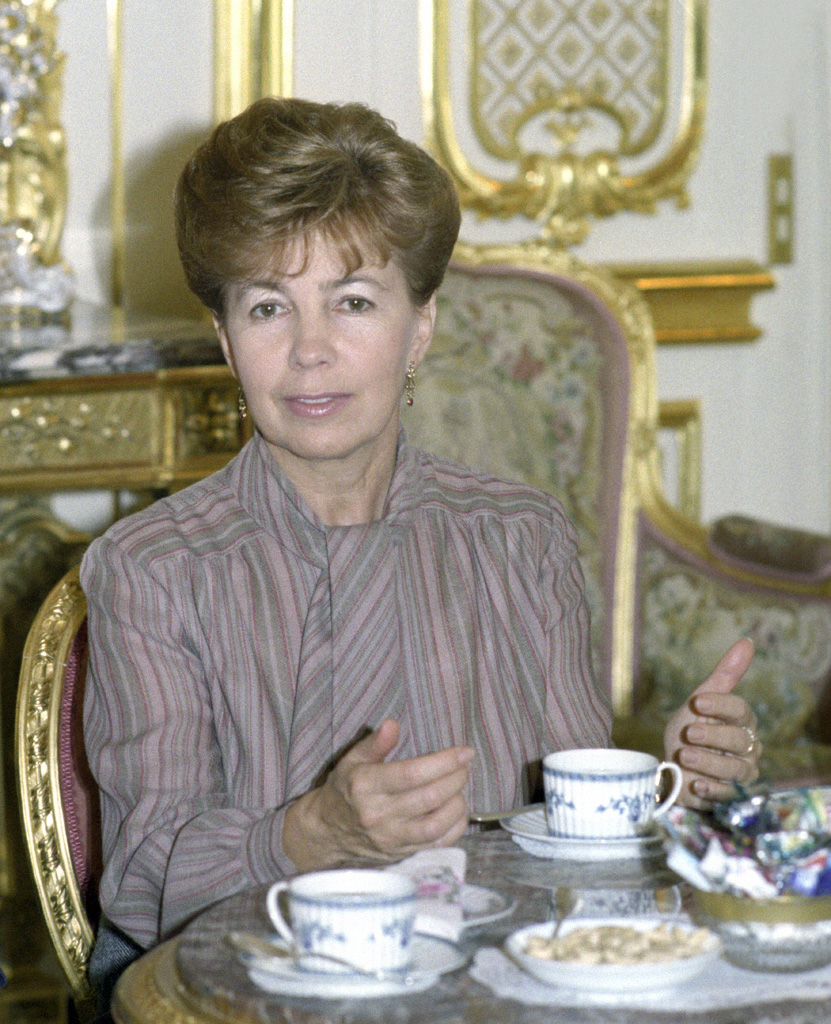

라이사 막시모브나 고르바초바(러시아어: Раи́са Макси́мовна Горбачёва, 본명: 티타렌코, 티타렌코; 1932년 1월 5일 – 1999년 9월 20일)는 소련의 지도자 미하일 고르바초프의 아내였던 소련과 러시아의 운동가이자 자선가이다.
그녀는 러시아 문화유산 보존, 새로운 인재 양성, 그리고 어린이 혈액암 치료 프로그램을 위해 기금을 모았다.

## 어린 시절과 교육
라이사 막시모브나 티타렌코는 1932년 1월 5일 시베리아 알타이 변경주의 룹촙스크 시에서 태어났다. 그녀는 우크라이나 소비에트 사회주의 공화국 체르니히우 출신의 철도 엔지니어 막심 안드레예비치 티타렌코와 시베리아 출신 아내 알렉산드라 페트로브나 포라다(베셀로야르스크 출신)의 세 자녀 중 장녀였다. 그녀는 어린 시절을 우랄산맥에서 보냈고, 모스크바에서 철학을 공부하던 중 미래의 남편을 만났다. 그녀는 모스크바 국립 교육 대학교에서 학위를 취득했으며, 모스크바 국립 대학교에서 잠시 가르쳤다.

## 미하일 고르바초프와의 삶
그녀는 1953년 9월 미하일 고르바초프와 결혼하여 졸업 후 남편의 고향인 러시아 남부 스타브로폴로 이주했다. 그곳에서 그녀는 마르크스-레닌주의 철학을 가르쳤고 콜호스 생활에 대한 사회학 연구 논문을 옹호했다. 그녀는 1957년 1월 6일에 딸 이리나 미하일로브나(결혼 후 성: 비르간스카야; Ирина Михайловна Вирганская)를 낳았다. 남편이 소련 공산당의 떠오르는 관리로 모스크바로 돌아왔을 때, 고르바초바는 모교인 모스크바 국립 대학교에서 강사 자리를 맡았다. 그녀는 남편이 1985년 소련 공산당 서기장이 되자 그 직책을 떠났다. 퍼스트 레이디로서 남편 옆에서 그녀가 공개석상에 나타나는 것은 국내에서는 새로운 일이었고, 국가의 이미지를 인간적으로 만드는 데 크게 기여했다. 그녀는 공산당 지도자들의 아내 중 몇 안 되는 높은 대중적 인지도를 가진 인물 중 한 명이었다.
1990년 6월 1일, 고르바초바는 미국의 퍼스트 레이디 바버라 부시와 함께 매사추세츠주 웰즐리 칼리지에 동행했다. 두 여성은 졸업식에서 졸업생들을 대상으로 현대 사회에서 여성의 역할에 대해 연설했다. 모든 미국 텔레비전 네트워크는 연설을 생중계했으며, CNN은 전 세계에 실시간 케이블 TV 중계를 제공했다.
남편을 권좌에서 끌어내리려 했던 1991년 소련 쿠데타의 사건들은 고르바초바에게 지속적인 상처를 남겼고, 그녀는 마지막 날 경미한 뇌졸중을 겪었다. 그 뒤를 이은 정치적 혼란은 고르바초프 부부를 그림자 속으로 밀어넣었다.

## 자선 활동
1989년, 루먄체프 교수 등의 개인적인 요청에 따라 고르바초바는 "세계 어린이 혈액 전문의 국제 협회" 자선 단체에 10만 달러를 기부했다. 이 기부금과 고르바초프 부부가 모금한 추가 기부금은 혈액은행을 위한 장비를 구입하고 러시아 의사들을 해외에서 훈련시키는 데 도움이 되었다.
1997년에 그녀는 여성의 정치 참여를 활성화하기 위한 라이사 막시모브나 클럽을 설립했다. 그녀는 또한 어린이 문제에 대한 인식을 높이기 위해 노력했다(남편이 참석할 수 없을 때 종종 크렘린 궁에 청소년 대표단을 환영했다).

## 질병과 사망

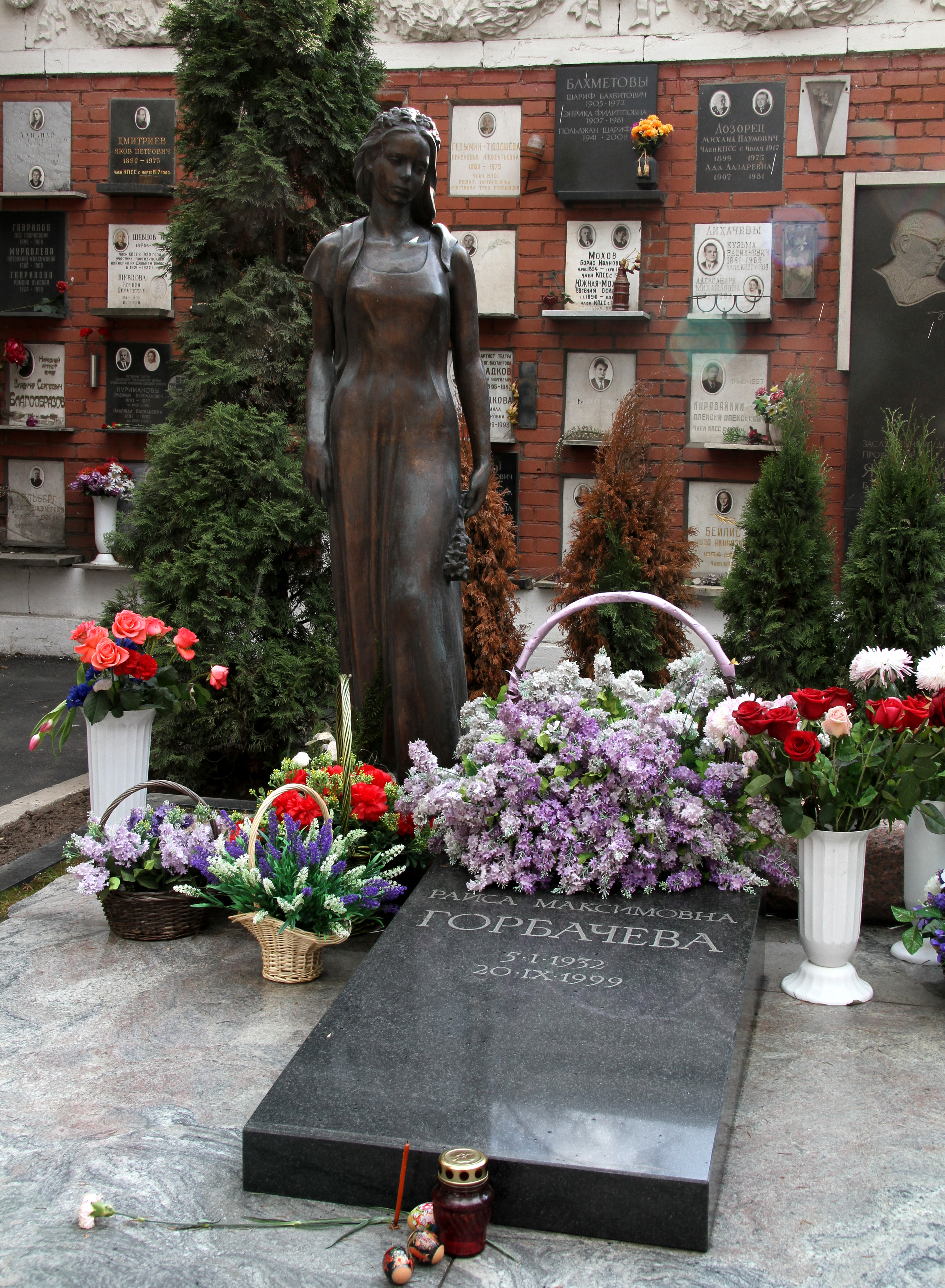
2012년 고르바초바의 묘. 묘비는 2022년에 남편의 매장을 위해 변경되었다.

고르바초바는 1993년 10월에 뇌졸중을 앓았다.
1999년 7월, 그녀는 러시아 의학 과학 아카데미 혈액학 연구소에서 백혈병 진단을 받았다. 곧이어 그녀는 남편과 딸과 함께 독일 뮌스터로 가서 뮌스터 대학교 병원의 의료 클리닉에서 치료를 받았다. 그녀는 저명한 혈액학자 토마스 뷔흐너의 감독 아래 두 달 동안 치료를 받았으나 9월 20일 67세의 나이로 사망했다. 그녀는 모스크바의 노보데비치 묘지에 묻혔다.

## 유산
2006년, 그녀의 가족은 소아암 환자들을 지원하기 위해 기금을 모으는 라이사 고르바초바 재단을 설립했다.
2007년, 라이사 고르바초바 소아 혈액학 및 이식 연구소가 상트페테르부르크 제1 파블로프 국립 의과대학교에 개원했다.

## 서적
- Gorbachyova, Raisa Maksimovna (1991). 《Ya nadejus'...》 (러시아어). Kniga. ISBN 5-21200324-5.
- Moroz, B. D. (2000). 《Raisa. Vospominaniya, dnevniki, interview, statyi, telegrammy》 (러시아어). Moscow: Vagrius Petro-News. ISBN 5-26400432-3.

## 내용주
1. ↑  미하일 고르바초프에 따르면, 고르바초바는 1년 전 류마티스열 발작과 관련된 심장 합병증 때문에 모스크바에서 결혼한 후 유도 낙태를 했다.[2]

## 더 읽어보기
- “Transcripts of the Commemoration Meeting”. 2000년 9월 18일. 2007년 9월 27일에 원본 문서에서 보존된 문서.
- 고르바초프 재단 웹사이트의 라이사 고르바초바 전기
- 라이사 고르바초바의 생애 사진, BBC 뉴스
- 알렉산드라 티타렌코(라이사 고르바초바의 어머니) 프로필